# Fiacro Iraizoz Espinal
Fiacro Iraizoz Espinal, a menudo escrito como Fiacro Yrayzoz o Fiacro Yráyzoz (Pamplona, 20 de marzo de 1860-Madrid, 30 de enero de 1929) fue un poeta, dramaturgo y libretista español.

## Biografía
Desde su natal Pamplona fue desde joven a vivir en Madrid, donde colaboró en la publicación Madrid Cómico, dirigida por Sinesio Delgado.
Trabajó con los compositores Amadeo Vives y Gerónimo Giménez en muchas de sus obras líricas. Según algunas estudiosas de la época figura en la lista «de aquellos que más destacaron, cuyos éxitos tuvieron más resonancia y cuyos nombres y obras aparecían con más frecuencia en la prensa y en las publicaciones de la época debido a la continuidad de sus estrenos, a la calidad de sus obras, o al éxito de las mismas aunque no fueran de excesiva categoría artística» Fue, junto a Pedro Górriz y Federico Urrecha, uno de los autores navarros que «sin ser genios ni de primera fila, contribuyeron a la consolidación del Género Chico».
Entre sus poesías, la más famosa fue Los Gigantes de Pamplona (firmada el 6 de julio de 1896 y publicada en Madrid Cómico el 11 de julio), dedicada a su hijo, con gran éxito puesto dos años después que volvió a aparecer en Instantáneas: Revista semanal de Artes y Letras y años más tarde vuelta a publicar por la revista ilustrada La Avalancha en 1904. En los años 1940 de nuevo fue publicado en la revista Pregón.
Se le considera como uno de los promotores del Monumento a los Fueros que fue levantado en Pamplona en 1903. 

## Libretos de zarzuela
Escribió más de 40 libretos de zarzuela, entre los que destacamos aquellos que recibieron música de compositores de renombre:
- 1887: Los molineros, música de Gerónimo Giménez, estrenada en el Teatro Eslava el 8 de abril.
- 1887: Caballeros en plaza, música de Gerónimo Giménez, estrenada en el Teatro Eslava el 22 de noviembre.
- 1888: Los callejeros, música de Manuel Nieto Matañ, estrenada en el Teatro Eslava el 12 de marzo.
- 1888: La beneficiada, música de Apolinar Brull Ayerra, estrenada en el Teatro Felipe el 14 de julio.
- 1889: Madrid-Club, música de Manuel Nieto Matañ, estrenada en el Teatro Eslava el 22 de enero.
- 1889: Los embusteros, música de Teodoro San José, estrenada en el Teatro Felipe el 7 de junio.
- 1890: Garibaldi, música de Manuel Fernández Caballero, estrenada en el Teatro Apolo el 11 de marzo.
- 1890: Selilla, música de Apolinar Brull Ayerra, estrenada en el Teatro Eslava el 22 de octubre.
- 1891: La boda del cojo, música de Apolinar Brull Ayerra, estrenada en el Teatro Apolo el 2 de julio.
- 1892: La madre del cordero, música de Gerónimo Giménez, estrenada en el Teatro Eslava el 20 de febrero.
- 1893: La mujer del molinero, música de Gerónimo Giménez, estrenada en el Teatro Apolo el 11 de marzo.
- 1893; Los voluntarios, música de Gerónimo Giménez, estrenada en el Teatro Príncipe Alfonso el 28 de julio.
- 1894: Viento en popa, música de Gerónimo Giménez, estrenada en el Teatro Eslava el 5 de abril.
- 1895: El señor corregidor, música de Ruperto Chapí, estrenada en el Teatro Eslava el 4 de noviembre.
- 1895: De vuelta al vivero, música de Gerónimo Giménez, estrenada en el Teatro de la Zarzuela el 21 de noviembre.
- 1898: El mantón de Manila, música de Federico Chueca, estrenada en el Teatro Apolo el 11 de mayo.
- 1899: La luz verde, música de Amadeo Vives, estrenada en el Teatro Apolo el 16 de junio.
- 1900: Joshe Martín, el tamborilero, música de Gerónimo Giménez, estrenada en el Teatro Apolo el 8 de marzo.
- 1900: La noche de La Tempestad, música de Gerónimo Giménez,  estrenada en el Teatro de la Zarzuela el 9 de junio.
- 1902: Lola Montes, música de Amadeo Vives, estrenada en el Teatro de la Zarzuela el 11 de junio.
- 1903: El ramo de azahar, música de Amadeo Vives, estrenada en el Teatro de la Zarzuela el 10 de febrero.
- 1903: Patria nueva, conjuntamente con Manuel Merino, música de Amadeo Vives, estrenada en el Teatro de la Zarzuela el 19 de diciembre.[10]
- 1904: La perla negra, música de Tomás López Torregrosa, estrenada en el Teatro Moderno el 9 de febrero.
- 1904: La dama de las camelias, música de Amadeo Vives, Vicente León y Rafael Calleja, estrenada en el Teatro Eslava el 13 de noviembre.
- 1906: La guedeja rubia, música de Vicente Lleó, estrenada en el Teatro Cómico el 7 de diciembre.
- 1909: ¡Viva la libertad! música de Álvarez de Castillo (Amadeo Vives), estrenada en el Teatro Eslava el 8 de mayo.
- 1909: Las barbas del vecino, música de Amadeo Vives y Tomás López Torregrosa, estrenada en el Gran Teatro el 19 de junio.
- 1909: Ábreme la puerta, música de Amadeo Vives, estrenada en el Teatro Eslava el 30 de octubre.
- 1910: La corte de Agamenón o El cauto José, música de Rafael Calleja Gómez, estrenada en el Gran Teatro en mayo de 1910
- 1912: Al cantar de la jota, música de Amadeo Vives, estrenada en el Teatro Novedades el 6 de abril.